# 克拉涅斯 (明尼蘇達州)
克拉涅斯（英語：Kragnes）是位於美國明尼蘇達州克萊縣克拉涅斯鎮區的一個非建制地區。

## 地理
克拉涅斯所處的海拔為高於海平面273米（即896英呎），而該地所採用的時區為UTC-6，即北美中部時區（CST）。同時該地設有夏令時間，為UTC-6調快一小時，即UTC-5（CDT）。